# Tomasz Sobocki
Tomasz Sobocki herbu Doliwa (ur. ok. 1508, zm. 1547) – kanclerz wielki koronny, cześnik koronny od 1539, burgrabia krakowski, przedstawiciel dyplomatyczny Rzeczypospolitej w Imperium Osmańskim w 1540 roku. 

## Życiorys
Studiował na uniwersytecie w Wittenberdze. Jako dworzanin króla Zygmunta I Starego został mianowany w 1532 wojskim łęczyckim. W 1535 wysłany z misją na Węgry. W 1537 wyjechał do Prus Książęcych i do papieża Pawła III z poselstwem obediencyjnym. Posłował także do Imperium Osmańskiego w 1539 roku. 
Był posłem Zygmunta I Starego na sejmik w 1538 roku.